# Kohezijska politika
kohezijska politika 2014-2020
Evropske države je gospodarska kriza 2008 močno prizadela več milijonov ljudi je izgubilo zaposlitev. Dolgovi so se povečali v tej meri, da so nastali za obdobje več let. Vse to je še dodatno obremenilo evropsko socialno kohezijo. Razkrilo je tudi nekatere temeljne resnice o težavah, v katerih se je znašlo evropsko gospodarstvo.  Gospodarska stvarnost se je spreminjala hitreje od politične, kar je pokazal globalni učinek finančne krize. Države so morale priznati, da vse večja soodvisnost gospodarstev zahteva tudi odločnejši in bolj usklajen odziv na politični ravni.
Komisija je predlaga pet splošnih ciljev EU za leto 2020, po katerih so se ravnali in ki jih je bilo treba vključiti v nacionalne cilje: nanašajo se na zaposlovanje; na raziskave in inovacije; na podnebne spremembe in energijo; na izobraževanje; in na boj proti revščini. Obdobje 2014-2020 tako ni bilo več osredotočeno na regionalne in/ali sektorske projekte, temveč na celovite in dobro razvite projekte, ki naj bi prispevali k doseganju zastavljenih ciljev/rezultatov v primerjavi z obdobjem 2007-2013. Komisija je predlagala naslednje boj podrobne cilje EU:
- 75 % prebivalstva v starosti od 20 do 64 let mora imeti zaposlitev,
- 3 % BDP EU je treba nameniti raziskavam in razvoju,
- cilje 20/20/20 na področju podnebja in energetike je treba doseči (vključno z zmanjšanjem emisij za 30 % pod ugodnimi pogoji),
- delež mladih, ki se odločijo za zgodnjo opustitev šolanja, mora biti pod 10 % in vsaj 40 % mladih mora uspešno zaključiti terciarno izobraževanje,
- revščina naj bi ogrožala 20 milijonov ljudi manj kot danes.
Evropska komisija je določila 11 tematskih ciljev , v okviru katerih lahko države članice EU financirajo ukrepe evropske kohezijske politike in tako prispevajo k skupnemu doseganju ciljev, zapisanih v strategiji Evropa 2020:
- krepitev raziskav, tehnološkega razvoja in inovacij,
- izboljšanje dostopa do, uporabe in kakovosti IKT,
- povečanje konkurenčnosti MSP, kmetijskega sektorja (za EKSRP) ter sektorja ribištva in ribogojstva (za ESPR),
- podpiranje prehoda na nizkoogljično gospodarstvo v vseh sektorjih,
- spodbujanje prilagajanja podnebnim spremembam, preprečevanja in obvladovanja tveganja,
- ohranjanje in varstvo okolja ter spodbujanje učinkovite rabe virov,
- spodbujanje trajnostnega prometa in odstranjevanja ozka grla v ključnih omrežnih infrastrukturah,
- spodbujanje trajnostnega in kakovostnega zaposlovanja ter podpiranje mobilnosti delovne sile,
- spodbujanje socialne vključenosti, boj proti revščini in kakršni koli diskriminaciji,
- vlaganje v izobraževanje, usposabljanje in poklicno usposabljanje za spretnosti in vseživljenjsko učenje,
- krepitev institucionalnega zmogljivost javnih organov in deležnikov ter učinkovito javno upravo.
Za obdobje 2014-2020 je bilo na razpolago 351,8 milijarde (vsi zdajšnji zneski so pridobljeni na dan 8.12.2023),do danes je to naraslo na 404,8 mrd EUR – skoraj tretjina celotnega proračuna EU, od tega je bilo za Slovenija planiranih okvirno 3,32 mrd EUR, celotni znesek je nato narasel na 4,141 mrd EUR.  Kot že omenjeno in kot je tudi razvidno iz slike 1, se je denar delil v štirih različnih skladih: Kohezijski sklad(KS), Evropski sklad za regionalni razvoj(ERSS), Evropski socialni sklad(ESS), Pobuda za zaposlovanje mladih(YEI). Največ celotnega proračuna je bilo namenjenega za evropski sklad za regionalni razvoj (56,8%), sledil mu evropski socialni sklad (25,8%), kohezijski sklad(15,2%) in kot zadnji z skromnimi 2,2% celotne kohezijske politike Pobuda za zaposlovanje mladih. 
skladi
Evropska kohezijska politika je sestavljena iz štirih skladov, za lažje razumevanje kako delujejo in v kaj so usmerjeni oz. kateri so njihovi glavni cilji so predstavljeni spodaj.
Ekonomski socialni sklad(ESS) je glavni instrument, ki je namenjen za podporo pri iskanju zaposlitve, pomaga ljudem dobiti boljša delovna mesta in zagotavlja državljanom EU bolj poštene zaposlitvene možnosti. Njegova prednostna naloga je torej vlaganje v evropski človeški kapital – delavce, mlade in vse tiste, ki iščejo zaposlitev. Glavne prednostne naloge so tudi povečanje prilagodljivosti delavcev z novimi znanji in spretnostmi in podjetij z novimi načini dela. Druge prednostne naloge se osredotočajo na izboljšanje dostopa do zaposlitve: s pomočjo za mlade pri prehodu iz šole v zaposlitev ali z usposabljanjem manj kvalificiranih iskalcev zaposlitve za izboljšanje njihovih možnosti za zaposlitev. Priložnosti za poklicno usposabljanje in vseživljenjsko učenje, s katerimi prebivalci pridobivajo nove spretnosti in znanja. Naslednja prednostna naloga se osredotoča na pomoč ljudem iz ranljivih skupin, da bi dobili delo. To je del spodbujanja k „socialnemu vključevanju“ in je znak pomembne vloge, ki jo ima zaposlovanje pri pomoči ljudem za boljše vključevanje v družbo in vsakdanje življenje. Pomembno je tudi poudariti tudi da ESS ni agencija za zaposlovanje in ne oglašuje delovnih mest, temveč financira več deset tisoč lokalnih, regionalnih in nacionalnih projektov, povezanih z zaposlovanjem, po vsej EU, tako od majhnih do nacionalnih programov.
Pobuda za zaposlovanje(YEI) mladih je eden glavnih finančnih virov EU za podporo izvajanja shem jamstva za mlade. V tem skladu se podobno kot v ESS zavzemajo za boljšo dostopnost do zaposlitve, le da je tukaj poudarek na mladih, ki se ne izobražujejo , ne zaposlijo ali usposabljajo , vključno z dolgotrajno brezposelnimi ali tistimi, ki niso prijavljeni kot iskalci zaposlitve. Pobuda za zaposlovanje mladih dopolnjuje druge ukrepe, ki se izvajajo na nacionalni ravni in jih podpira zlasti Evropski socialni sklad. EU jo je originalno začela leta 2013, da bi zagotovila podporo mladim , ki živijo v regijah, kjer je bila brezposelnost mladih višja od 25 %. Običajno financira zagotavljanje vajeništva, pripravništva, zaposlitev in nadaljnje izobraževanje, ki vodi do kvalifikacije. Pobuda za zaposlovanje mladih podpira izvajanja Jamstva za mlade. V okviru jamstva za mlade bi morale države članice uvesti ukrepe za zagotovitev, da mladi do 25. leta starosti prejmejo kakovostno ponudbo zaposlitve, nadaljnjega izobraževanja, vajeništva ali pripravništva v štirih mesecih po tem, ko opustijo šolanje ali postanejo brezposelni .  Upravičene države članice dodatno dopolnjuje sredstva ESS z nacionalnim sofinanciranjem.
Glavni nemenj kohezijske sklada(KS) je zmanjšati ekonomske in socialne razlike ter spodbujati trajnostni razvoj. Kohezijski sklad se deli med 15 državami, katerih DNP ni dosegel 90% povprečja   EU-27. V ospredju se v tem skladu daje predvsem investicije v okolje, zeleno energijo in pa vseevropsko omrežje(vseevropsko prometno omrežje TEN-T, vseevropsko energetsko omrežje TEN-E ali TEN-Energy, vseevropsko telekomunikacijsko omrežje eTEN.
Glavni cilj ekonomskega sklada za regionalni razvoj (ESRR) je okrepiti ekonomsko in socialno kohezijo v Evropski uniji z odpravljanjem neravnovesij med njenimi regijami. ESRR namenja posebno pozornost tudi posebnim teritorialnim značilnostim. Dejavnost ESRR je zasnovana za zmanjšanje gospodarskih, okoljskih in socialnih težav v urbanih območjih, s posebnim poudarkom na trajnostnem razvoju mest. Vsaj 5 % sredstev ESRR je namenjenih temu področju prek „integriranih ukrepov“, ki jih upravljajo mesta. Območja, ki so z geografskega vidika naravno prikrajšana (oddaljena, gorata ali redko poseljena območja), so deležna posebne obravnave. Nazadnje, najbolj oddaljena območja imajo koristi tudi od posebne pomoči ESRR za odpravo morebitnih pomanjkljivosti zaradi svoje oddaljenost.
razdelitev finančnih sredstev v EU
Na razpolago je bilo prvotno 351,8 mrd EUR ,pozneje pa se je povečalo na 404,8 mrd EUR (podatek iz 8.12.2023). Največ denarja je dobila Poljska in sicer 92,5 mrd EUR, sledi ji Italija z 64,4 mrd EUR in pa Španija z 57,3 mrd EUR, kot je videno v sliki 2. Namenske naloge, cilji in delitev denarja so bili sledeči :
-       KOHEZIJSKI SKLAD( Cohesion Fund):
Kot že omenjeno je glavni namen kohezijske sklada zmanjšati ekonomske in socialne razlike ter spodbujati trajnostni razvoj. V obdobju med 2014-2020 so v ospredje postavili naslednje cilje:
-vseevropska prometna omrežja : vseevropsko prometno omrežje (TEN-T), vseevropsko energetsko omrežje (TEN-E ali TEN-Energy) in pa vseevropsko telekomunikacijsko omrežje (eTEN),
-okolje: tu je KS podpira tudi projekte, povezane z energijo ali prometom, če so očitno koristile okolju v smislu energetske učinkovitosti, uporabe obnovljive energije, razvoja železniškega prometa, podpiranja intermodalnosti, krepitve javnega prevoza itd, doseči cilje 20/20/20 na področju podnebja in energetike (vključno z zmanjšanjem emisij za 30 % pod ugodnimi pogoji).
V obdobju med 2014-2020 je bilo iz KS načrtovano nameniti skupno 61,4 milijarde EUR, sedaj  se je ta številka narastla na 76,5 mrd EUR(125%), kar je 15,2% celotne kohezijske politike, do danes pa je bilo porabljenih 41,3 mrd EUR(61%). Največ tega sklada je bilo namenjeno za omrežno infrastrukturo v prometu in v energiji in sicer 55,8 mrd EUR. Največ denarja so dobile Poljska (81,37 mrd EUR), sledi ji Italija (41,9 mrd EUR) in pa Španija(37,93 mrd EUR). Slovenija je tu na 13. mestu z 1,15 mrd EUR.
-       EVROPSKI SKLAD ZA REGIONALNI RAZVOJ(European Regional Development):
Splošni cilj ESRR je okrepiti ekonomsko in socialno kohezijo v Evropski uniji z odpravljanjem neravnovesij med njenimi regijami, v programu 2014-2020 pa so se osredotočili na naslednje štiri prednostne naloge: inovacije in raziskave, digitalno agendo, podpora malim in srednje velikim podjetjem in nizkoogljično gospodarstvo.
Finančna sredstva so se  delila po načelu kategorije regij: v bolj razvitih regijah je moralo biti vsaj 80 % sredstev usmerjenih v vsaj dve od teh prednostnih nalog,v regijah v prehodu je bil v ta poudarek namenjenih 60 % sredstev, v manj razvitih regijah pa 50%. Nekatera sredstva ESRR so še posebno bila usmerjena v projekte nizkoogljičnega gospodarstva: razvitejše regije 20 % sredstev, regije v prehodu 15%, manj razvite regije pa 12%.  
V tem skladu, kot je razvidno iz slike 3, je bilo za obdobje 2014-2020 namenjenih 223,6 mrd EUR, kar je največ med vsemi skladi, pozneje je ta številka narasla na 253 mrd EUR (113%), zaenkrat pa je bilo porabljenih 137,5 mrd EUR (61%). Največ sredstev je bilo namenjenih za raziskave raznih inovacij in pa za razne skupne projekte med KS, ESS in pa ESRR. Za ta namen je bilo namenjenih največ sredstev izmed vseh namenskih projektov in sicer 47,6 mrd EUR. Največji del sklada je šel ponovno Poljski (46,1 mrd EUR), sledi ji Španija (22,8 mrd EUR) in pa Italija (26,3mrdEUR). Slovenija je bila tudi tukaj pri dnu lestvice z 2,2 mrd EUR.
-       EVROPSKI SOCIALNI SKLAD (Social Fund):
 Jedro strategije 2020 je bilo predvsem ustvarjanje novih in boljših delovnih mest in socialno vključujočo družbo. Najpomembnejši cilji, ki so si jih zadali v obdobju 2014-2020 je da delež mladih, ki se odločili za zgodnjo opustitev šolanja, mora biti pod 10%, vsaj 40 % mladih mora uspešno zaključiti terciarno izobraževanje ter  75 % prebivalstva v starosti od 20 do 64 let mora imeti zaposlitev.
Kot se vidi v sliki štiri je bilo v obdobju 2014-2020 za ESS planirano nameniti 99,4 milijarde EUR,(kar je 25,8% financ kohezijske politike), ki se je do danes povečalo na 101,34(102%), porabljenih pa je bilo vsega skupaj 59,29 mrd EUR, kar predstavlja 60% sklada. Največ finančnih sredstev je šlo v smeri trajnostne in kakovostne zaposlitve(24,5 mrd EUR), največ denarja pa so dobile Italija (13,88mrd EUR), Poljska (12,5 mrd EUR) in pa Španija (11 mrd EUR). Kot je razvidno iz slike 4 je bila Slovenija tukaj ponovno na repu lestvice z 754 mio EUR.
-       POBUDA ZA ZAPOSLOVANJE MLADIH (Youth Employment Initiative):
Pobuda za zaposlovanje mladih je eden glavnih finančnih virov EU za podporo izvajanja shem jamstva za mlade, ampak je kljub temu znatno najmanjši sklad v kohezijski politiki za 2014-2020. EU to pobudo prvotno začela že leta 2013, da bi zagotovila podporo mladim , ki živijo v regijah, kjer je bila brezposelnost mladih višja od 25 %. Običajno  financira zagotavljanje vajeništvo, pripravništva, zaposlitev in nadaljnje izobraževanje, ki vodi do kvalifikacije. V okviru jamstva za mlade bi morale države članice uvesti ukrepe za zagotovitev, da mladi do 25. leta starosti prejmejo kakovostno ponudbo zaposlitve, nadaljnje izobraževanje, vajeništvo ali pripravništvo v štirih mesecih po tem, ko opustijo šolanje ali pa postanejo brezposelni .  
Skupni proračun YEI za obdobje 2014–2020  je znašal 8,9 mrd EUR pozneje, pa se je povečal na 10,2 mrd EUR(115%), do danes pa je bilo porabljenih 73% oz. 6,5 mrd EUR. Razlog za dvig je bila vztrajno visoka stopnja brezposelnosti mladih zato je EU v ta proračun v letih 2017, 2019 in leta 2020 poskrbela za skupno 2,5 mrd EUR dodatnih sredstev. Polovica proračuna je izhajalo iz namenske proračunske postavke zaYEI, ki so jo dopolnjevali ustrezni zneski iz ESS. Da bi pospešila mobilizacijo ukrepov YEI na terenu je EU državam članicam sprostila znatna sredstva v obliki predfinanciranja , ki se je leta 2015 izjemoma povečalo na 30% posebne proračunske linije YEI.  Celotna sredstva so šla v projekte za trajnostno vključevanja mladih na trg dela. Največ težav z brezposelnostjo mladih je imela Španija, zato je dobila tudi največ sredstev in sicer 4 mrd EUR, razvidno iz slike 5, sledi ji Italija (1,7 mrd EUR) in pa Francija z 1,2 mrd EUR. Slovenija je tu čisto na dnu lestvice z 18,6 mio EUR. 
kohezijska politika 2014-2020 v Sloveniji
Kot že omenjeno je Slovenija iz sklada kohezijske politike dobila  okvirno 3,32 mrd EUR, celotni znesek je nato narasel na 4,141 mrd EUR, do sedaj pa je bilo porabljenih 2,455 mrd EUR. Denar se je delil nekoliko drugače, ne samo po skladih temveč po Kohezijskih regijah. V skladu z metodologijo EU je bila Slovenija razdeljena na dve kohezijski regiji, in sicer kohezijsko regijo Zahodna Slovenija (zahodna Slovenija) in kohezijsko regijo Vzhodna Slovenija (vzhodna Slovenija).Za  kohezijska regija Zahodna Slovenija je bilo načrtovanih do 849 milijonov evrov, kohezijska regija Vzhodna Slovenija pa do 1,305 milijarde evrov, in sicer v okviru  ESRR in ESS. Razpoložljiva sredstva KS se ne delijo na obe regiji tako je bila celotna Slovenija upravičena do 914 mio EUR. Investicije so bile usmerjene predvsem v podporo t.i. mehkim temam in naj bi zagotavljale kombinacijo ukrepov, ki zajemajo naložbe v človeške vire, aktivacijo, mobilnost, raziskave, razvoj in inovacije ter večjo energetsko in infrastrukturno učinkovitost. Celotna delitev po skladih je prikazana na sliki 6.
RAZVOJ REGIJ
Projekte smo najprej delili na to ali imajo regijski ali sektorski poudarek. Regijski projekti uresničujejo razvojne cilje regije, sektorski projekti pa izhajajo iz ciljev, ki si jih je zadalo pristojno ministrstvo. Obe vrsti projektov morata sledita osnovnemu cilju regionalnemu razvoju regij. V aktualne dogovore za razvoj regij so bili projekti uvrščeni na podlagi usklajevanj med državo in razvojnimi regijami v procesu tako imenovanega teritorialnega razvojnega dialoga.
Najpomembnejši vir sredstev za spodbujanje regionalnega razvoja so bila sredstva evropske kohezijske politike (EKP). Upravičenci so sredstva pridobivali na podlagi postopka prijave projektne dokumentacije, ki so jo pripravili v sodelovanju s pristojnimi ministrstvi. Pogoj za odobritev sofinanciranja projekta je predhodna uvrstitev projekta v dogovor za razvoj regije.  Dogovor za razvoj regije je podpisan sporazum med državo in posamezno razvojno regijo. Za obdobje štirih let opredeljuje projekte, ki so ključni za razvojni preboj in specializacijo regije. Glede na regionalni razvojni program vsake regije se z njimi uskladijo razvojni cilji v regiji ter določijo instrumenti in ocenijo viri za njihovo uresničevanje. Po uvrstitvi v dogovor prijavitelji pripravijo projektno dokumentacijo, ki jo najprej vsebinsko, finančno in pravno pregleda pristojno ministrstvo, nato še Služba Vlade Republike Slovenije za razvoj in evropsko kohezijsko politiko, in če projekt ustreza vsem pogojem projekt potrdi z izdajo odločitve o podpori. Dogovor za razvoj regije formalno podpišeta minister, pristojen za regionalni razvoj in predsednik razvojnega sveta razvojne regije.
SREDSTVA
Sredstva, ki so na voljo v okviru Evropskega sklada za regionalni razvoj in Evropskega socialnega sklada in se delijo po kohezijskih regijah, bodo porabljena za:
-vlaganja v raziskave in inovacije,
- razvoj človeških virov,
- vlaganja v izobraževalni sistem in sistem usposabljanja za hitrejši vstop na trg dela,poklicno usposabljanje ,
- spodbujanje podjetništva in zagon podjetij,
- internacionalizacijo,
-razvoj novih poslovnih modelov za mala in srednje velika podjetja,
-  ustvarjanje delovnih mest in skrbeti za trajnostno in kakovostno zaposlovanje,
-socialna vključenost.
Naložbe se bodo osredotočale na področja z jasno opredeljenim tržnim potencialom in področja, ki povečujejo dodano vrednost in dostop do virov financiranja. Slovenija bo vzpostavila pogoje za dolgoročno stabilno okolje, ki bo – ob upoštevanju družbenih izzivov (demografska gibanja, pritiski na okolje, dostop do hrane …) – spodbujalo razvoj novih kakovostnih delovnih mest in ohranjalo obstoječa delovna mesta pod spremenjeno gospodarsko strukturo, podrobnejši pregled je možen na slikah 7 in 8.
Iz EES-ja smo prvotno planirali financiranje v višini 721.9 mio EUR, nato se je ta številka povzpela na 554,6 mio EUR(103%), do sedaj je bilo porabljenih 69% oz. 501,6 mio EUR. Iz ERSS smo prvotno planirali znesek v višini 914 mio EUR, nato se je ta številka dvignila na 1,154 mrd EUR, do sedaj pa je bilo porabljenih 607,8 mio EUR oz. 66% prvotno planiranih sredstev.
Kohezijski sklad v Sloveniji za obdobje 2014-2020, zanj je bilo prvotno namenjenih 1,656 mrd EUR, nato se je ta številka povzpela na 2,213 mrd EUR (134%), do sedaj pa smo porabili 80% prvotnih sredstev oz. 1,329 mrd EUR. Glavni cilji, ki so si jih zadali za obdobje 2014-2020 so bili  podpora prehoda na nizkoogljično gospodarstvo v vseh sektorjih, v kar so bili zajeti projekti za izboljšanje energetske učinkovitosti v javnem sektorju ali za energetiko obnove stavb, energetska učinkovitost v sektorju gospodinjstev, izgradnja pametnih omrežij in proizvodnja električne energije iz obnovljivih virov energije, trajnostna mobilnost.  Naslednji cilj je bil spodbujanje trajnostnega prometa in odprava ozkih grl v ključnih omrežnih infrastrukturah, v kar je zajet razvoj osrednjega prometnega omrežja s poudarkom na železniškem sistemu, multimodalnost in za izboljšanje regionalne mobilnosti s povezljivostjo v vseevropskim prometnim omrežje TEN-T
Pobuda za zaposlovanje mladih je imela isti namen kot na evropski ravni kar zajema financiranje zagotavljanja vajeništva, pripravništva, zaposlitev in nadaljnje izobraževanje, ki vodi do kvalifikacije. Torej je glavni cilj pobude lažji in kakovostnejši vstop mladih na trg dela s končnim ciljem čimprejšnje zaposlitve. V ta namen smo prvotno dobili 18,4 mio EUR, pozneje smo dobili še dodatnih 200 000 EUR, do sedaj pa je bilo porabljenih 16,5 mio EUR oz. 90% prvotnega plana.